# The Next Century Foundation (Fundación del Próximo Siglo)
La Fundación del Próximo Siglo es una fundación registrada como organización no gubernamental (ONG) en el Reino Unido, donde basa sus actividades, adscrita a la Organización de las Naciones Unidas (ONU) y registrada también con el Servicio Interno de Rentas (IRS) en los Estado Unidos de América. La organización opera en diferentes zonas de conflicto, y en Oriente Medio en particular. Fundada en 1990 con el objetivo de proporcionar un foro donde acoger discusiones informales entre palestinos e israelíes, luego amplió el alcance de sus actividades a Irak, Kashmir, Kosovo, Sudán, Palestina-Israel, Irán, Egipto, Afganistán, Yemen, Siria, Libia, Chipre y recientemente a Ucrania también.

## Actividades
La fundación se describe a sí misma como una "institución de pensamiento y práctica" que produce documentos políticos, además de facilitar el diálogo entre las diferentes partes involucradas en los conflictos en los que trabaja, distribuir ayuda humanitaria y proporcionar espacios de discusión diplomática informal. Entre sus actividades más destacadas están la participación en el Consejo de Derechos Humanos de las Naciones Unidas, donde presentan declaraciones escritas para la promoción y protección de todos los derechos humanos, civiles, políticos, económicos, sociales y culturales incluido el derecho al desarrollo. Además realizan otras declaraciones e informes anuales pertinentes a la agenda del Consejo. 
La fundación también ha organizado diversas conferencias, entre ellas, las más recientes son:
- En julio de 2023 tendrá lugar la  ¨Sanando a las Naciones¨ una conferencia con sesiones sobre Siria, Iraq, Líbano, Congo y Sudán, entre otras.[10] Esta conferencia también tuvo lugar en 2022.[11]
- En octubre de 2023 organizó al Conferencia sobre la Infraestructura del Agua en Chipre que contó con mesas redondas sobre la logística y las implicaciones políticas de mejorar la cooperación en el desarrollo de la infraestructura del agua en Chipre.[10]

## Premios Internacionales a los Medios (International Media Awards)
Los Premios Internacionales a los Medios se organizaron anualmente por la Fundación desde 2004 hasta el año 2017. Aunque la organización tiene intención de volver a organizarlos, tal y como indica en su página web, esto no ha sido posible por los efectos de la Pandemia del Coronavirus. Estos premios reconocen el coraje y la perseverancia de los periodistas, locutores y blogueros que trabajan en toda la región de Oriente Medio, y reconoce el papel crucial que estas personas desempeñan en un mundo en constante cambio. Los premios se dividen en las siguientes categorías de 'Paz a través de los Medios', 'Contribución Extraordinaria a la Radiodifusión', 'Premio a la Innovación', 'Revelación', 'Contribución Extraordinaria a La Paz' y por último la categoría de 'Libertad de Prensa'.
- En 2005, el Consejo Internacional de Prensa y Radiodifusión, un órgano subsidiario de la Fundación del Próximo Siglo, celebró una ceremonia anual de premios para celebrar los altos estándares del periodismo en Oriente Medio.[14] Premios por el reconocimiento de periodistas y locutores que, a través de su alto nivel de trabajo constante, fomentan una mejor comprensión de los miembros de la sociedad y la política del mundo. Históricamente, los premios se han centrado particularmente en la región de Oriente Medio y Asia Meridional.
- En 2008 los premios reconocieron en la categoría de Revelación al periodista Sharif Hikmat Nashashibi.
- En 2009, se volvieron a organizar los premios que tuvieron lugar en la ciudad de Londres y premiaron, entre otros, a Oren Yakobovich de B´Tselem, a Kamran Karadaghi, entonces del periódico Al Hayat y Abdulrahman Abdulla de Al Sharqiya Satellite TV.[15]
- En 2012, los premios reconocieron la labor de periodistas como Hiwa Oswan,[16] asesor del entonces Presidente de Iraq Jalal Talabani, Dame Ann Leslie[17] veterana columnista del Daily Mail,[18] Sherine Tadros,[19] reportera de Al Jazeera, Gideon Levy del periódico Haaretz (cuyo trabajo también fue reconocido en España por los Premios Internacionales de Periodismo de El Mundo en 2016[20]) y de los coeditores del Palestine-Israel Journal Hillel Schenker y Ziyad Abuzayyad.[21]
- En 2013 los premios reconocieron, entre otros, a: Pat Lancaster (editor Jefe de Middle East Magazine), Don McCullin, Benjamin Pogrund (activista Sudafricano antiapartheid), Mahmoud Al Yousif (conocido bloguero Bahraini) y a George Butler (artista Británico).
- En junio de 2017, la Fundación del Próximo Siglo acogió por última vez los Premios celebrando, además, su décimo aniversario. El evento tuvo lugar el miércoles 28 de junio. En esta última edición de los premios fueron premiados una docena de periodistas, entre los cuales: Christine Garabedian, Nomak Khoshnaw, Geoffrey Lean, Adel Darwish, Lyse Doucet One, Gareth Browne, Jack Merlin Watling, Iona Craig, Ohad Hemo, Fabio Scott, Mad Karam y Rogel Alpher.[22]

## Estructura de la Fundación
La organización se estructura en dos juntas asesoras: una general y otra en Estados Unidos. Además la fundación cuenta con miembros entre los cuales hay empresarios, políticos, periodistas y diplomáticos. Por último, la fundación cuenta con un equipo de trabajo que varía regularmente.